# Petter Northug
Petter Northug (Mosvik, 6 januari 1986) is een Noorse langlaufer. In zijn thuisland heeft hij de status van superster. Hij won in 2010 in Vancouver twee gouden olympische medailles, maar stelde in Sotsji teleur.

## Carrière
Northug maakte zijn debuut in de wereldbeker op 9 maart 2005 in Drammen, op 19 november van datzelfde jaar veroverde hij in Beitostølen zijn eerste wereldbekerpunten. Op 8 maart 2006 boekte de Noor in Falun zijn eerste wereldbekerzege, op de 20 kilometer achtervolging.
In het seizoen 2006/2007 boekte Northug één overwinning, op de sprint in Lahti. Tijdens de wereldkampioenschappen in Sapporo eindigde hij als vijfde op de 30 kilometer achtervolging en als vierentwintigste op de 15 kilometer vrije stijl. Samen met Eldar Rønning, Odd-Bjørn Hjelmeset en Lars Berger veroverde hij de wereldtitel op de estafette, op de teamsprint eindigde hij samen met Tor Arne Hetland op de zevende plaats.
Het daaropvolgende seizoen, 2007/2008, wist Northug alleen een etappezege te boeken in de Tour de Ski.

In het seizoen 2008/2009 boekte de Noor drie wereldbekerzeges en eindigde hij als tweede in het eindklassement, achter de Zwitser Dario Cologna. Op de wereldkampioenschappen langlaufen 2009 in het Tsjechische Liberec veroverde hij de wereldtitels op de 30 kilometer achtervolging en de 50 kilometer vrije stijl, op de 15 kilometer klassiek eindigde hij als negenentwintigste. Samen met Eldar Rønning, Odd-Bjørn Hjelmeset en Tore Ruud Hofstad sleepte hij de wereldtitel op de estafette in de wacht.
Het wereldbekerseizoen 2009/2010 verliep voor Northug wederom voorspoedig. In de eerste vijf wedstrijden wist hij drie individuele onderdelen te winnen en in de Tour de Ski behaalde hij drie etappezeges en een tweede plaats in de eindrangschikking. In 2010 nam Northug bovendien deel aan de Olympische Winterspelen in Vancouver, waar hij, ondanks een teleurstellende 41e plaats op de 15 km vrije stijl, uiteindelijk vier medailles in de wacht sleepte: goud op de 50 km klassiek en de teamsprint, zilver op de estafette en brons op de sprint.

## Resultaten

### Olympische Spelen
| Jaar | Plaats    | Resultaten |
| ---- | --------- | --- |
| 2010 | Vancouver | Sprint (klassieke stijl) · 41e 15 km (klassieke stijl) · 11e 30 km achtervolging · 50 km (klassieke stijl) · Teamsprint (vrije stijl) · 4x10 km estafette |
| 2014 | Sotsji    | 10e sprint 17e skiatlon dns 50 km 4e 4x10 km estafette |

### Wereldkampioenschappen
| Jaar | Plaats        | Resultaten |
| ---- | ------------- | --- |
| 2007 | Sapporo       | 24e 15 km (vrije stijl) · 5e 30 km achtervolging · 7e Teamsprint (vrije stijl) · 4x10 km estafette                                                           |
| 2009 | Liberec       | 29e 15 km (klassieke stijl) · 30 km achtervolging · 50 km (vrije stijl) · 4x10 km estafette                                                                  |
| 2011 | Oslo          | Sprint (vrije stijl) · 30 km achtervolging · 50 km (vrije stijl) · Teamsprint (klassieke stijl) · 4x10 km estafette                                          |
| 2013 | Val di Fiemme | 15 km (klassieke stijl) · Sprint (klassieke stijl) · 4e 30 km achtervolging · 21e 50 km (klassieke stijl) · 11e Teamsprint (vrije stijl) · 4x10 km estafette |
| 2015 | Falun         | 62e 15 km (klassieke stijl) · Sprint (klassieke stijl) · 11e 30 km achtervolging · 50 km (klassieke stijl) · Teamsprint (vrije stijl) · 4x10 km estafette    |
| 2017 | Lahti         | 5e Sprint (vrije stijl) 8e 50 km (vrije stijl) |

### Wereldbeker

#### Eindklasseringen
| Seizoen   | Algm   | DI    | SP     | TdS    |
| --------- | ------ | ----- | ------ | ------ |
| 2005/2006 | 14e    | 14e   | 24e    |        |
| 2006/2007 | 7e     | 24e   | 18e    | 4e     |
| 2007/2008 | 12e    | 24e   | 14e    | 8e     |
| 2008/2009 | Zilver | Brons | 5e     | Zilver |
| 2009/2010 | Goud   | Goud  | Zilver | Zilver |
| 2010/2011 | Zilver | 4e    | 7e     | Zilver |
| 2011/2012 | Brons  | 5e    | 21e    | Brons  |
| 2012/2013 | Goud   | Brons | Zilver | 4e     |
| 2013/2014 | 6e     | 9e    | 25e    | Brons  |
| 2014/2015 | Zilver | 5e    | 8e     | Goud   |
| 2015/2016 | Zilver | 8e    | Zilver | 4e     |
| 2016/2017 | 65e    | 118e  | 27e    | –      |
| 2017/2018 | NC     | –     | NC     | –      |

#### Wereldbekerzeges
| Nr. | Datum               | Plaats            | Onderdeel                                   |
| --- | ------------------- | ----------------- | ------------------------------------------- |
| 1.  | 8 maart 2006        | Falun             | 2x10 km achtervolging                       |
| 2.  | 10 maart 2007       | Lahti             | Sprint (vrije stijl)                        |
| 3.  | 4 januari 2008      | Asiago            | Sprint (vrije stijl) TdS                    |
| 4.  | 6 december 2008     | La Clusaz         | 30 km (vrije stijl)                         |
| 5.  | 1 januari 2009      | Nové Město        | Sprint (vrije stijl) TdS                    |
| 6.  | 7 maart 2009        | Lahti             | Sprint (vrije stijl)                        |
| 7.  | 29 november 2009    | Kuusamo           | 15 km (klassieke stijl)                     |
| 8.  | 19 december 2009    | Rogla             | Sprint (klassieke stijl)                    |
| 9.  | 20 december 2009    | Rogla             | 30 km (klassieke stijl)                     |
| 10. | 1 januari 2010      | Oberhof           | 3,75 km (vrije stijl) TdS                   |
| 11. | 2 januari 2010      | Oberhof           | 15 km (klassieke stijl) TdS                 |
| 12. | 6 januari 2010      | Toblach           | 36 km (vrije stijl) TdS                     |
| 13. | 13 maart 2010       | Oslo              | 50 km (vrije stijl)                         |
| 14. | 20 maart 2010       | Falun             | 20 km achtervolging WBF                     |
| 15. | 21 maart 2010       | Wereldbekerfinale | Wereldbekerfinale                           |
| 16. | 8 januari 2011      | Val di Fiemme     | 20 km (klassieke stijl) TdS                 |
| 17. | 19 maart 2011       | Falun             | 20 km achtervolging WBF                     |
| 18. | 20 maart 2011       | Wereldbekerfinale | Wereldbekerfinale                           |
| 19. | 26 november 2011    | Rukatunturi       | 10 km (vrije stijl)                         |
| 20. | 25–27 november 2011 | Nordic Opening    | Nordic Opening                              |
| 21. | 10 december 2011    | Davos             | 30 km (vrije stijl)                         |
| 22. | 17 december 2011    | Rogla             | 15 km (klassieke stijl)                     |
| 23. | 29 december 2011    | Oberhof           | 3,75 km (vrije stijl) TdS                   |
| 24. | 1 januari 2012      | Oberhof           | 20 km achtervolging TdS                     |
| 25. | 2 december 2012     | Nordic Opening    | Nordic Opening                              |
| 26. | 29 december 2012    | Oberhof           | 20 km achtervolging TdS                     |
| 27. | 3 januari 2013      | Toblach           | 35 km achtervolging TdS                     |
| 28. | 1 februari 2013     | Sotsji            | Sprint (vrije stijl)                        |
| 29. | 10 maart 2013       | Lahti             | 15 km (klassieke stijl)                     |
| 30. | 13 maart 2013       | Drammen           | Sprint (klassieke stijl)                    |
| 31. | 20 maart 2013       | Stockholm         | Sprint (klassieke stijl) WBF                |
| 32. | 22 maart 2013       | Falun             | 2,5 km (vrije stijl)                        |
| 33. | 24 maart 2013       | Wereldbekerfinale | Wereldbekerfinale                           |
| 34. | 4 januari 2014      | Val di Fiemme     | 10 km (klassieke stijl) TdS                 |
| 35. | 4 januari 2015      | Oberhof           | 15 km (klassieke stijl) (handicapstart) TdS |
| 36. | 8 januari 2015      | Toblach           | 25 km vrije stijl (handicapstart) TdS       |
| 37. | 11 januari 2015     | Tour de Ski       | Tour de Ski                                 |
| 38. | 3 februari 2016     | Drammen           | Sprint (klassieke stijl)                    |

*TdS = Etappezege in de Tour de Ski

*WBF = Etappezege in de Wereldbekerfinale
Wereldbekerzeges team
| Nr. | Datum            | Plaats      | Onderdeel            | Teamgenoten                   |
| --- | ---------------- | ----------- | -------------------- | ----------------------------- |
| 1.  | 25 maart 2007    | Falun       | 4 × 10 km estafette  | Pettersen / Hjelmeset / Estil |
| 2.  | 24 februari 2008 | Falun       | 4 × 10 km estafette  | Sundby / Jespersen / Eilifsen |
| 3.  | 23 november 2008 | Gällivare   | 4 × 10 km estafette  | Sundby / Rønning / Hofstad    |
| 4.  | 7 december 2008  | La Clusaz   | 4 × 10 km estafette  | Hetland / Sundby / Gjerdalen  |
| 5.  | 22 november 2009 | Beitostølen | 4 × 10 km estafette  | Rønning / Sundby / Hafsås     |
| 6.  | 22 november 2011 | Sjusjøen    | 4 × 10 km estafette  | Rønning / Krogh / Berger      |
| 7.  | 12 februari 2012 | Nové Město  | 4 × 10 km estafette  | Rønning / Dyrhaug / Sundby    |
| 8.  | 25 november 2012 | Gällivare   | 4 × 7,5 km estafette | Rønning / Sundby / Røthe      |
| 9.  | 6 december 2015  | Lillehammer | 4 × 7,5 km estafette | Dyrhaug / Holund / Sundby     |

### Marathons
Overige marathonzeges
| Nr. | Datum         | Plaats         | Marathon        | Onderdeel                      |
| --- | ------------- | -------------- | --------------- | ------------------------------ |
| 1.  | 19 april 2008 | Finse–Ustaoset | Skarverennet    | 37 km vrije stijl (massastart) |
| 2.  | 18 april 2009 | Bruksvallarna  | Fjälltopploppet | 33 km vrije stijl (massastart) |
| 3.  | 12 april 2014 | Bruksvallarna  | Fjälltopploppet | 28 km vrije stijl (massastart) |